# Города Армении

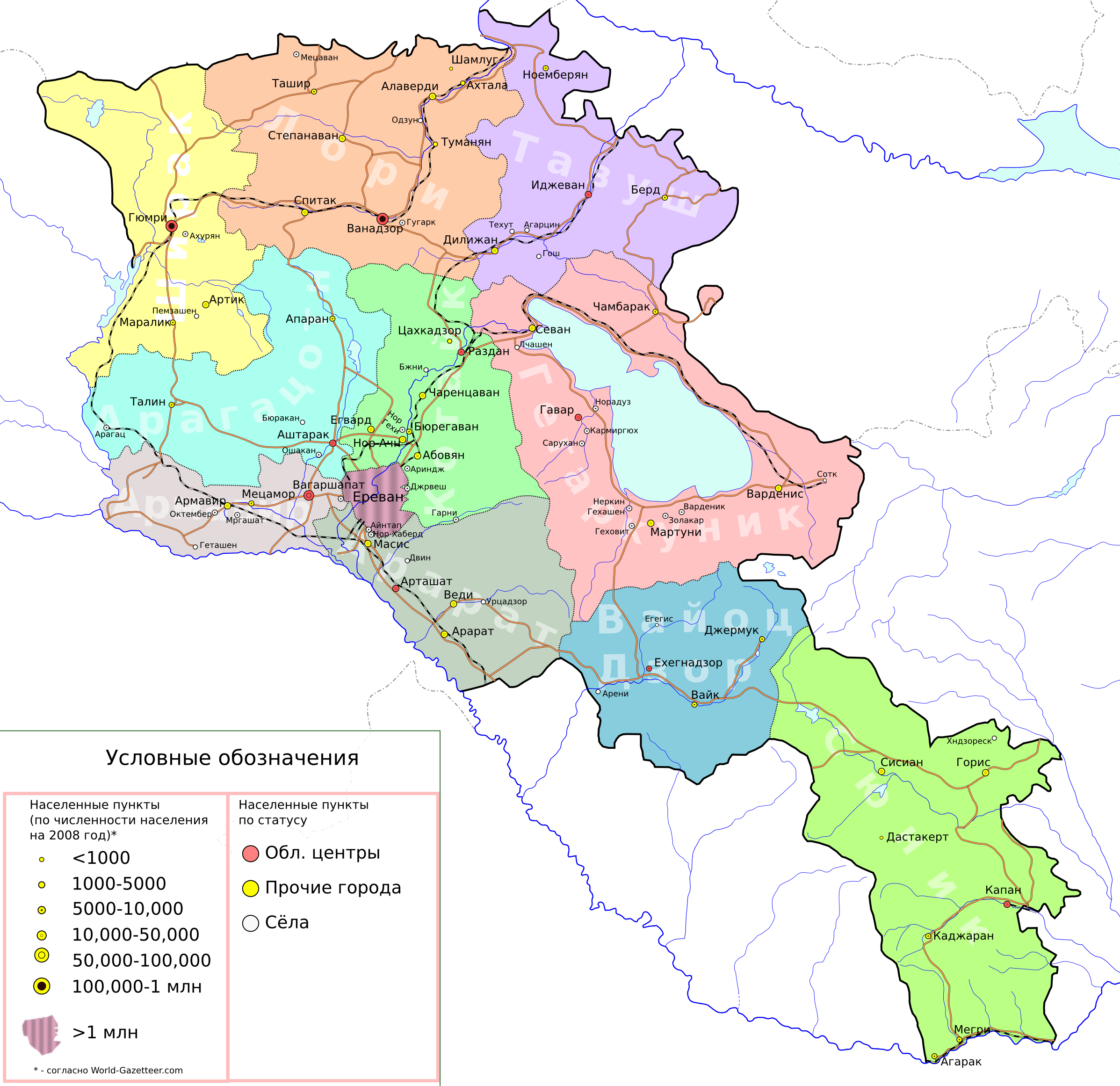
Города Армении

По состоянию на 2023 год в Армении насчитывалось 49 городов, из которых 47 — это малые (до 50 тыс. человек) и средние (от 50-100 тыс. человек) города, в которых проживает 36,3 % городского населения, 2 — крупные с населением более 100 тыс. человек — 63,7 % городского населения.
К трём крупнейшим городам республики относятся: Ереван, Гюмри, Ванадзор; в них проживает 1 286 тыс. человек или 67.7 % городского населения республики.

## Города в Республике Армения
- Ереван (Երևան) — столица, крупнейший город Армении. Население — 1 098 900 человек (2023).

### Арагацотнская область
- Аштарак (Աշտարակ) — административный центр марза. Первое упоминание относится к IX веку, город с 1963 года. Население — 16 800 человек (2023)[2]. Центр винодельческой промышленности.
- Апаран (Ապարան) Первое упоминание относится ко II веку. Население — 5900 человек (2023)[2].
- Талин (Թալին) Первое упоминание относится к I-II веку. Население — 4100 человек (2023)[2].

### Араратская область
- Арташат (Արտաշատ) — административный центр марза. Четвёртая столица Великой Армении. Основан в 176 году до н. э., город с 1962 года. Население — 19 100 человек (2023)[2]. Центр крупного сельскохозяйственного района.
- Масис (Մասիս). Население — 20 900 человек (2023)[2]. Крупная узловая железнодорожная грузовая станция, обслуживающая город Ереван.
- Арарат (Արարատ) — основан в 1939 году. Население — 20 500 человек (2023)[2]. Центр тяжёлой промышленности: цементный завод, золотопереработка.
- Веди (Վեդի) — город с 1995 года. Население — 11 800 человек (2023)[2].

### Армавирская область
- Армавир (Արմավիր) (в 1932—1992 Октемберян (Հոկտեմբերյան)) — административный центр марза, город с 1947 года. Население — 27 800 человек (2023)[2].
- Вагаршапат (Վաղարշապատ) (в 1945—1992 Эчмиадзин (Էջմիածին)) — известен со II века до н. э. Население — 46 600 человек (2023)[2]. Один из наиболее значительных культурных и религиозных центров страны, исторический центр армянской апостольской церкви.
- Мецамор (Մեծամոր) город с 1992 года. Население — 8500 человек (2023)[2]. Неподалёку от города находится Армянская АЭС.

### Вайоцдзорская область
- Ехегнадзор (Եղեգնաձոր) (в 1935—1957 Микоян (Միկոյան)) — административный центр марза, известен с V века. Население — 7000 человек (2023)[2].
- Вайк (Վայք) (до 1956 Сойлан (Սոյլան), в 1956—1994 Азизбеков). Население — 5300 человек (2023)[2].
- Джермук (Ջերմուկ) — город с 1961 года. Население — 3900 человек (2023)[2]. Бальнеологический и климатический высокогорный курорт, центр производства одноимённой минеральной воды.

### Гегаркуникская область
- Гавар (Գավառ) (в старину — Гаварни (Գավառնի) и Гегаркуни (Գեղարքունի), в 1936—1959 Нор-Баязет (Նոր Բայազետ), в 1959—1996 Камо (Կամո)) — административный центр марза, город с 1850 года. Население — 17 800 человек (2023)[2].
- Севан (Սևան) — город с 1961 года. Население — 18 800 человек (2023)[2].
- Варденис (Վարդենիս) (в раннесредневековых источниках — Васакашэн(Վասակաշէն), до 1969 Басаргечар (Բասարգեչար)). Население — 12 300 человек (2023)[2].
- Мартуни (Մարտունի) город с 1995 года. Население — 11 500 человек (2023)[2].
- Чамбарак (Ճամբարակ) (в 1920—1972 Кармир Гюх (Կարմիր գյուղ), в 1972—1991 Красносельск) — основан в 1830-х годах. Население — 5500 человек (2023)[2].

### Котайкская область
- Раздан (Հրազդան) (до 1959 Ахта (Ախտա)) — административный центр марза. Население — 40 100 человек (2023)[2]. Около города находится самая крупная в регионе тепловая электростанция.
- Абовян (Աբովյան) (до 1961 Элар (Էլար)) — город с 1963 года. Население — 45 200 человек (2023)[2]. Город-спутник Еревана.
- Чаренцаван (Չարենցավան) (в 1947—1967 Лусаван (Լուսավան)) — основан в 1947 году. Население — 20 300 человек (2023)[2]. Транспортный узел. Промышленный центр.
- Егвард (Եղվարդ) — известен с 574 года. Население — 12 200 человек (2023)[2]. Исторический центр.
- Бюрегаван (Բյուրեղավան) — основан в 1945 году. Население — 9200 человек (2023)[2].
- Нор-Ачин (Նոր Հաճն) — основан в 1953 году. Население — 9200 человек (2023)[2].
- Цахкадзор (Ծաղկաձոր) — город с 1984 года. Население — 1200 человек (2023)[2]. Популярный горнолыжный курорт.

### Лорийская область
- Ванадзор (Վանաձոր) (в 1935—1992 Кировакан (Կիրովական)) — административный центр марза, город с 1828 года. Население — 76 000 человек (2023)[2]. Транспортный узел. Крупный промышленный и научный центр.
- Спитак (Սպիտակ) — город с 1960 года. Население — 12 700 человек (2023)[2]. Был полностью разрушен во время землетрясения в 1988 году.
- Степанаван (Ստեփանավան) — город с 1923 года. Население — 12 000 человек (2023)[2]. Горноклиматический курорт.
- Алаверди (Ալավերդի) — известен с III—II века до н. э, город с 1938 года. Население — 12 100 человек (2023)[2]. Металлургический и горнодобывающий комплекс.
- Ташир (Տաշիր) (в 1937—1991 Калинино) — город с 1983 года. Население — 7300 человек (2023)[2].
- Ахтала (Ախթալա) — основан в 1939 году. Население — 1900 человек (2023)[2].
- Туманян (Թումանյան) (до 1951 Дзагидзор (Ձագիձոր)) — город с 1996 года. Население — 1400 человек (2023)[2].
- Шамлуг (Շամլուղ) — город с 1996 года. Население — 600 человек (2023)[2].

### Сюникская область
- Капан (Կապան) (до 1990 Кафан (Կափան)) — административный центр марза, город с 1938 года. Население — 41 300 человек (2023)[2]. Центр горнодобывающей промышленности.
- Горис (Գորիս). Население — 19 500 человек (2023)[2]. Крупный промышленный центр.
- Сисиан (Սիսիան) — город с 1974 года. Население — 14 200 человек (2023)[2].
- Каджаран (Քաջարան) — основан в 1958 году. Население — 6900 человек (2023)[2]. Центр горнорудной промышленности и цветной металлургии (Каджаранское медно-молибденовое месторождение)
- Мегри (Մեղրի) — город с 1984 года. Население — 4100 человек (2023)[2].
- Агарак (Ագարակ) — основан в 1949 году. Население — 3900 человек (2023)[2]. Центр цветной металлургии (Агаракское медно-молибденовое месторождение).
- Дастакерт (Դաստակերտ) — город с 1995 года. Население — 300 человек (2023)[2].

### Тавушская область
- Иджеван (Իջևան) — административный центр марза, город с 1961 года. Население — 19 800 человек (2023)[2].
- Дилижан (Դիլիջան) — город с 1951 года. Население — 17 100 человек (2023)[2]. Горноклиматический и бальнеологический курорт.
- Берд (Բերդ). Население — 6900 человек (2023)[2]. Центр сельскохозяйственного района.
- Ноемберян (Նոյեմբերյան). Население — 4300 человек (2023)[2]. Центр сельскохозяйственного района.
- Айрум (Այրում) — город с 2006 года. Население — 1800 человек (2023)[2]. Самая северная железнодорожная станция Армении.

### Ширакская область
- Гюмри (Գյումրի) (в 1924—1990 Ленинакан (Լենինական), в 1990—1992 Кумайри (Կումայրի)) — административный центр марза, город с 1837 года. Население — 110 800 человек (2023)[2]. Второй по величине город Армении, исторический и промышленный центр, транспортный узел, место дислокации российской военной базы.
- Артик (Արթիկ) — город с 1945 года. Население — 17 500 человек (2023)[2]. Крупнейшее на постсоветском пространстве туфовое месторождение.
- Маралик (Մարալիկ) — город с 1995 года. Население — 5300 человек (2023)[2].